# Rhabdomastix eugeni
Rhabdomastix eugeni là một loài ruồi trong họ Limoniidae. Chúng phân bố ở miền Cổ bắc.